# Orthonops icenoglei
Orthonops icenoglei  (лат.) — вид мелких пауков рода Orthonops из семейства Caponiidae. Северная Америка: США (Аризона, Калифорния) и Мексика.

## Описание
Длина самцов до 3,38  мм (самки крупнее — до 5,04 мм). Имеют только 2 глаза. Имеют вентральный полупрозрачный киль на переднем метатарзусе и сильно редуцированную полупрозрачную мембрану между метатарзусом и лапкой передней пары ног.
Вид Orthonops icenoglei был впервые описан в 1995 году американским арахнологом профессором Норманом Платником (Norman I. Platnick; Американский музей естественной истории, США) вместе с Orthonops overtus и назван в честь биолога В. Айсенгла (Wendell R. Icenogle), коллектора типовой серии. Он их собрал под камнями на южном склоне глубокого каньона (Deep Canyon) на высоте 3600 футов в горах Санта-Роза в Калифорнии (округ Риверсайд). Таксон Orthonops icenoglei включён в состав рода Orthonops Chamberlin, 1924 (вместе с Orthonops gertschi, Orthonops giulianii, Orthonops iviei, Orthonops johnsoni, Orthonops zebra и другими).